# Франк, Магда
Магда Франк Фишер (20 июля 1914 — 23 июня 2010) — венгерско-аргентинский скульптор.

## Биография
Магда Франк родилась в городе Коложвар в Трансильвании, который в то время принадлежал Венгрии, но в 1918 году был включён в состав Румынии. Училась на скульптора Будапеште сначала в Школе изящных искусств, затем в Колледже прикладных искусств. Работала с камнем, деревом и металлом. Затем из-за страха перед нацистами она покинула Венгрию, чтобы поселиться в Швейцарии. Годы спустя она переехала в Париж для обучения в Академии Жюльена. В 1950 году она приехала в аргентинский Буэнос-Айрес где поселилась у брата, который единственный из всех её родственников остался в живых. Она стала преподавателем школы изобразительных искусств Буэнос-Айреса. В Аргентине окончательно формируется её собственный художественный стиль. На её творчестве сказалось искусство доколумбовой Америки. В 1953 году состоялась её первая персональная выставка в галерее Генри, после чего газета Кларин отмечала, что скульптор «предстаёт перед нами с истинными ценностями, силой духа, совершенством в своей профессии, всегда в поисках нового».
Произведения Магды Франк также выставлялись в галерее Писарро. В Аргентине она стала лауреатом ряда художественных премий. В начале 1960-х Франк переехала в Париж. Она снова переехала в Аргентину только в 1995 году и основала свой дом-музей в Сааведре (район Буэнос-Айреса).
Магда Франк умерла в Буэнос-Айресе 23 июня 2010 года.
Сейчас произведения Магды Франк находятся в коллекциях Государственного музея современного искусства в Париже, Национального музея изящных искусств в Буэнос-Айресе и других музеев.